# Gottfried Nisslmüller
Gottfried Nisslmüller (* 9. November 1937 in Lichtenberg, heute Fischbachtal) ist ein deutscher Politiker (SPD). Er war von 1991 bis 2001 Landrat des Landkreises Germersheim.

## Werdegang
Nisslmüller wuchs in Worms auf und machte dort 1957 das Abitur. Mit 30 Jahren wurde er stellvertretender Polizeipräsident in Mainz. 1966 trat er in die SPD ein und wurde drei Jahre später in den Wormser Stadtrat gewählt, dem er bis 1974 angehörte. Er arbeitete bei der Bezirksregierung und als Ministerialbeamter.
Nisslmüller war von 16. August 1972 bis 17. Oktober 1991 der erste Bürgermeister der Verbandsgemeinde Freinsheim. Von 1991 bis 2001 war er Landrat des Landkreises Germersheim.

## Privates
Nisslmüller ist seit 1976 in zweiter Ehe verheiratet und hat vier Kinder.

## Ehrungen
Nisslmüller ist seit 2002 Ehrenbürger der elsässischen Gemeinde Scheibenhard, seit 2019 von Freinsheim. 2014 erhielt er das
Bundesverdienstkreuz am Bande.